# Okrug Jihlava
Okrug Jihlava (češki: Okres Jihlava) je jedan od pet okruga u pokrajini Vysočina u Češkoj. Središte okruga je grad Jihlava.

## Gradovi, općine i naselja
U okrugu Jihlava nalazi se 5 gradova, 123 općina i 203 naselja.
- Arnolec
- Batelov
  - Bezděčín
  - Lovětín
  - Nová Ves
  - Rácov
- Bílý Kámen
- Bítovčice
- Bohuslavice
- Borovná
- Boršov
- Brtnice
  - Dolní Smrčné
  - Jestřebí
  - Komárovice
  - Malé
  - Panská Lhota
  - Přímělkov
  - Příseka
  - Střížov
  - Uhřínovice
- Brtnička
- Brzkov
- Cejle
  - Hutě
- Cerekvička-Rosice
  - Cerekvička
  - Rosice
- Černíč
  - Myslůvka
  - Slaviboř
- Čížov
- Dlouhá Brtnice
- Dobronín
- Dobroutov
- Dolní Cerekev
  - Nový Svět
  - Spělov
- Dolní Vilímeč
- Doupě
- Dudín
- Dušejov
- Dvorce
- Dyjice
  - Dolní Dvorce
  - Dyjička
  - Stranná
- Hladov
- Hodice
- Hojkov
- Horní Dubenky
- Horní Myslová
- Hostětice
  - Částkovice
- Hrutov
- Hubenov
- Hybrálec
- Jamné
  - Lipina
  - Rytířsko
- Jersín
- Jezdovice
- Ježená
- Jihlava
  - Antonínův Důl
  - Červený Kříž
  - Helenín
  - Henčov
  - Heroltice
  - Horní Kosov
  - Hosov
  - Hruškové Dvory
  - Kosov
  - Pávov
  - Pístov
  - Popice
  - Sasov
  - Staré Hory
  - Vysoká
  - Zborná
- Jihlávka
- Jindřichovice
- Kalhov
- Kaliště
  - Býkovec
- Kamenice
  - Kamenička
  - Řehořov
  - Vržanov
- Kamenná
- Klatovec
- Kněžice
  - Brodce
  - Rychlov
  - Víska
- Knínice
  - Bohusoudov
- Kostelec
- Kostelní Myslová
- Kozlov
- Krahulčí
- Krasonice
- Lhotka
- Luka nad Jihlavou
  - Otín
  - Předboř
  - Svatoslav
- Malý Beranov
- Markvartice
- Měšín
- Milíčov
- Mirošov
  - Jedlov
- Mrákotín
  - Dobrá Voda
  - Praskolesy
- Mysletice
- Mysliboř
- Nadějov
- Nevcehle
- Nová Říše
- Olšany
- Olší
- Opatov
- Ořechov
- Otín
- Panenská Rozsíčka
- Panské Dubenky
- Pavlov
  - Bezděkov
  - Stajiště
- Plandry
- Polná
  - Hrbov
  - Janovice
  - Nové Dvory
  - Skrýšov
- Puklice
  - Petrovice
  - Studénky
- Radkov
- Rančířov
- Rantířov
- Rohozná
- Rozseč
- Růžená
- Rybné
- Řásná
- Řídelov
- Sedlatice
- Sedlejov
- Smrčná
- Stáj
- Stará Říše
  - Nepomuky
- Stonařov
  - Sokolíčko
- Strachoňovice
- Střítež
- Suchá
  - Beranovec
  - Prostředkovice
- Svojkovice
- Šimanov
- Švábov
- Telč
  - Studnice
- Třešť
  - Buková
  - Čenkov
  - Salavice
- Třeštice
- Urbanov
- Ústí
  - Branišov
- Vanov
- Vanůvek
- Vápovice
- Velký Beranov
  - Bradlo
  - Jeclov
- Větrný Jeníkov
  - Velešov
- Věžnice
- Věžnička
- Vílanec
  - Loučky
- Volevčice
- Vyskytná nad Jihlavou
  - Hlávkov
  - Jiřín
  - Rounek
- Vysoké Studnice
- Vystrčenovice
- Záborná
- Zadní Vydří
- Zbilidy
- Zbinohy
- Zdeňkov
- Zhoř
- Zvolenovice
- Žatec
- Ždírec